# Genouilly (Cher)
Genouilly é uma comuna francesa na região administrativa do Centro, no departamento de Cher. Estende-se por uma área de 34,66 km². Em 2010 a comuna tinha 690 habitantes (densidade: 19,9 hab./km²).